# Cancro resinoso del pino

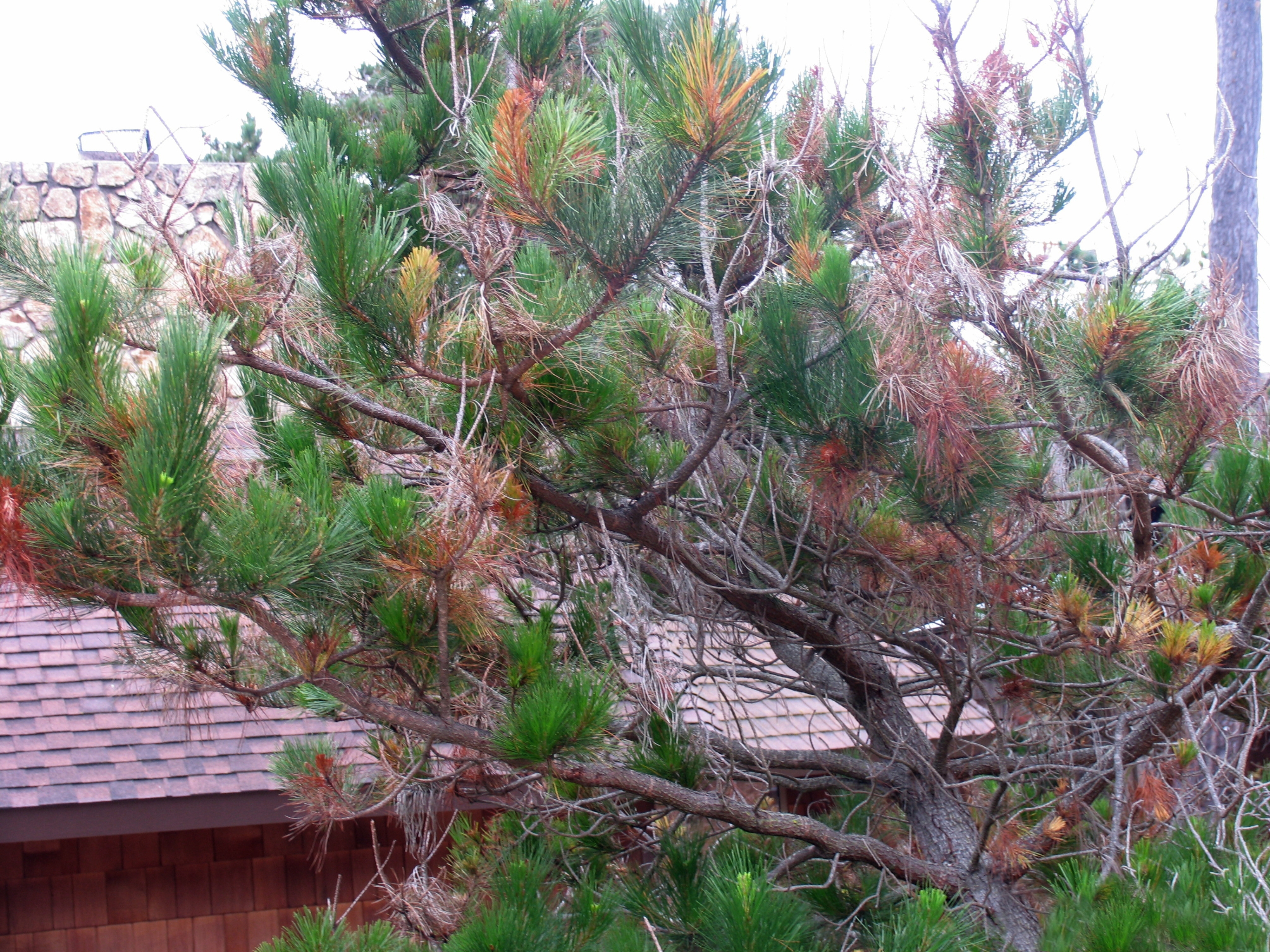
Un pino di Monterey affetto da cancro resinoso.

Il cancro resinoso del pino (in inglese pine pitch canker) è una malattia fungina virulenta e incurabile che colpisce gli alberi di genere Pinus, causata dal fungo Gibberella circinata la cui forma conidica è il Fusarium circinatum.
Gli alberi infettati manifestano diversi sintomi, inclusa la presenza di cancri: piccole aree di tessuto morto che si allargano lentamente, spesso per un periodo di anni. Ulteriori sintomi includono lo scolorimento dei rami, del tronco e delle radici esposte. Il fungo infetta i rami dalle punte verso il basso, facendo diventare marroni gli aghi e creando un flusso di resina ambrata che va poi a scorrere lungo il tronco.

## Diffusione
Il fungo che causa il cancro resinoso è in grado di attaccare 47 diverse specie di Pinus e, con minore intensità, anche l'abete di Douglas (Pseudotsuga menziesii). Attualmente la malattia è stata riscontrata in diciassette contee della California, da quella di Mendocino a quella di San Diego. I ricercatori temono però che la malattia si possa allargare alla catena montuosa della Sierra Nevada, a quella delle Montagne Costiere ed alla Catena delle Cascate.
Purtroppo dopo essere stata segnalata per la prima volta negli Stati Uniti d'America nel 1946, la malattia si è diffusa nel mondo e sono stati accertati casi in Giappone (1988), Messico (1989), Sudafrica (1990), Cile (2001) e, più recentemente, in Europa: la gibberella circinata è stata trovata nel 2004 in Spagna e l’anno successivo in Francia e in Italia (nel 2005, in Puglia, due giovani piante di pino d'Aleppo (Pinus halepensis) e Pino domestico (Pinus pinea)).
Il fungo si trasmette grazie alle spore, trasportate dal vento o da insetti xilofagi (Curculionidi e Scolitidi). Questi ultimi causano ferite che facilitano la penetrazione del patogeno nei tessuti della pianta dato che si cibano della corteccia, nelle pigne e dei ramoscelli degli alberi colpiti.
Al momento, il cancro resinoso del pino non può essere eradicato. In California le autorità hanno raccomandato alla popolazione di evitare di trasportare alberi infetti o anche solo legna da ardere proveniente da essi al di fuori della loro regione di origine, di sterilizzare gli strumenti da potatura con candeggina prima e dopo il loro utilizzo, di sminuzzare o meglio bruciare il materiale vegetale infetto, di eviare di utilizzare pini di Monterey (Pinus radiata) come pianta da paesaggio e di comunicare prontamente ogni nuovo caso di cancro resinoso al California Department of Forestry and Fire Protection (Dipartimento forestale e di prevenzione degli incendi della California).
L'Unione europea ha emanato misure che riguardano sia l’importazione dei vegetali ospiti del patogeno da paesi terzi, sia la loro circolazione in ambito comunitario. Per "vegetali" la normativa intende “vegetali del genere Pinus e della specie Pseudotsuga menziesii destinati alla piantagione, compresi le sementi e i coni utilizzati ai fini della moltiplicazione”. Per poter entrare o circolare all’interno dell’UE, questi vegetali devono essere provvisti di passaporto delle piante.
Nel caso di ritrovamento dell’organismo nocivo devono essere fissate delle zone delimitate entro le quali adottare misure appropriate volte all’eradicazione. La zona deve essere inoltre costantemente monitorata.

## Specie colpite
Sebbene i pini di Monterey siano gli alberi più sensibili a questa malattia, il cancro resinono è stato trovato anche in altre otto specie di pino negli Stati Uniti, incluse il pino di Torrey (Pinus torreyana), il pino di Coulter (Pinus coulteri) e l'abete di Douglas (Pseudotsuga menziesii).
In Europa le specie più colpite da questa malattia sono il pino d’Aleppo (Pinus halepensis), il pino marittimo (Pinus pinaster) e il pino silvestre (Pinus sylvestris).